# Ɫ
La l con virgulilla sobre escrita (Mayúscula: Ɫ minúscula: ɫ) es una letra adicional del alfabeto latino que se utiliza en la escritura del idioma kobon, Heiltsuk, Quinault y en un dialecto del lushootseed el cual es el dialecto whulshootseed. Su minúscula también se utiliza en el alfabeto fonético internacional.

## Uso
Matthias Alexander Castrén utiliza la l con virgulilla sobre escrita en su Gramática samoyeda publicada en 1854.
El 'ɫ' se utiliza como símbolo en el Alfabeto Fonético Internacional para transcribir una consonante aproximante lateral alveolar velarizada sonora [ɫ].

En Papúa Nueva Guinea, se utiliza en Kobon para transcribir una consonante alveolo-palatal lateral.
En Quinault y Whulshootse, representa una fricativa lateral alveolar sorda [ɬ].

## Codificación
Esta letra tiene las siguientes representaciones en Unicode:
| forma     | representación | Puntos de código | descripción                                            |
| --------- | -------------- | ---------------- | ------------------------------------------------------ |
| Mayúscula | Ɫ              | U+2C62           | letra mayúscula latina l con virgulilla sobre escrita  |
| minúscula | ɫ              | U+026B           | lettre minúscula latina l con virgulilla sobre escrito |